# Fleurs
| Recensione | Giudizio |
| ---------- | -------- |
| AllMusic   |          |

(Copertina di Fleurs - Franco Battiato)
Fleurs è il ventunesimo album di Franco Battiato, uscito nel 1999 per la Mercury (Universal Music Italia).
L'album raccoglie cover di autori prevalentemente italiani e francesi e tre inediti a firma Sgalambro/Battiato. Dopo l'ultima traccia è presente la ghost track Le voci si faranno presenze.
L'album raggiunse il quarto posto in classifica.
La cover di Ruby Tuesday è stata inclusa nella colonna sonora del film I figli degli uomini. 
La copertina è una rielaborazione digitale a opera di Francesco Messina del dipinto di Battiato "Derviscio con rosa". Il 22 marzo 2019 l'album è stato pubblicato per la prima volta su vinile in un'edizione celebrativa del suo 20º anniversario. La copertina presenta una rielaborazione diversa del dipinto, sempre a opera di Messina. In allegato al disco è inoltre presente una riproduzione su cartoncino del quadro originale.
A Fleurs si sono aggiunte successivamente altre due raccolte di cover, nel 2002 Fleurs 3 e nel 2008 Fleurs 2.

## Tracce
1. La canzone dell'amore perduto – 3:26 (testo: Fabrizio De André – musica: Georg Philipp Telemann)
2. Ruby Tuesday – 3:36 (Mick Jagger e Keith Richards)
3. J'entends siffler le train – 3:09 (testo: Richard Anthony – musica: Hedy West)
4. Aria di neve – 2:52 (Sergio Endrigo)
5. Ed io tra di voi – 2:53 (testo: Sergio Bardotti e Giorgio Calabrese – musica: Charles Aznavour)
6. Te lo leggo negli occhi – 3:03 (testo: Sergio Bardotti e Sergio Endrigo – musica: Sergio Endrigo)
7. La canzone dei vecchi amanti (La chanson des vieux amants) – 3:25 (testo: Duilio Del Prete – musica: Jacques Brel)
8. Era de maggio – 3:26 (testo: Salvatore Di Giacomo – musica: Mario Pasquale Costa)
9. Che cosa resta (Que reste-t-il de nos amours?) – 3:27 (testo: Gesualdo Bufalino – musica: Charles Trenet)
10. Amore che vieni, amore che vai – 2:27 (Fabrizio De André)
11. Medievale – 2:37 (testo: Manlio Sgalambro – musica: Franco Battiato)
12. Invito al viaggio – 6:44 (testo: Charles Baudelaire e Manlio Sgalambro – musica: Franco Battiato)

## Formazione
- Franco Battiato: voce
- Michele Fedrigotti: pianoforte e tastiera, cori e arrangiamenti
- Angelo Privitera: tastiera e programmazione
- Luigi Mazza, Alessandro Simoncini: violino
- Luca Simoncini: violoncello
- Demetrio Comuzzi: viola
- Saro Cosentino: cori
- Simone Bartolini: voce
- Manlio Sgalambro: voce recitante